# Sido Mulyo (Sungai Menang)
Sido Mulyo is een bestuurslaag in het regentschap Ogan Komering Ilir van de provincie Zuid-Sumatra, Indonesië. Sido Mulyo telt 2631 inwoners (volkstelling 2010).